# Cantherhines
Cantherhines là một chi cá biển thuộc họ Cá bò giấy. Chi này được lập bởi William John Swainson vào năm 1839.

## Từ nguyên
Không rõ hàm ý trong tên gọi của chi. Theo trang ETYFish thì có lẽ được ghép bởi hai âm tiết trong tiếng Hy Lạp cổ đại, là ákantha (άκανθα; "gai, ngạnh") và rhí̄nē (ῥίνη; "giũa"), khả năng đề cập đến các gai nhỏ trên vảy cá của loài điển hình.

## Các loài
Chi này hiện có 11 loài được công nhận, bao gồm:
- Cantherhines cerinus J. E. Randall, 2011
- Cantherhines dumerilii (Hollard, 1854)
- Cantherhines fronticinctus (Günther, 1867)
- Cantherhines longicaudus Hutchins & J. E. Randall, 1982[3]
- Cantherhines macrocerus (Hollard, 1853)
- Cantherhines nukuhiva J. E. Randall, 2011
- Cantherhines pardalis (Rüppell, 1837)
- Cantherhines pullus (Ranzani, 1842)
- Cantherhines rapanui (de Buen, 1963)
- Cantherhines sandwichiensis (Quoy & Gaimard, 1824)
- Cantherhines verecundus E. K. Jordan, 1925